# Социальная сфера Московской области
Московская область обладает развитой социальной сферой.

## Образование
Система образования Московской области включает на 2012 год свыше 4 тысяч учреждений, из которых 1,8 тыс. — учреждения дошкольного образования. Число дошкольных учреждений сильно сократилось по сравнению с 1990 годом, когда их насчитывалось 2,9 тыс., хотя область по этому показателю по-прежнему сохраняет второе место после Москвы; очередь в детские сады Московской области остаётся одной из самых больших в России. Сеть средних образовательных учреждений Московской области охватывает 1520 школ и школ-интернатов, в которых обучается более 650 тыс. обучающихся и воспитанников. Большая часть общеобразовательных учреждений области компьютеризирована, в 2010 году на один персональный компьютер приходилось 12.6 учащихся, а выход в интернет имели 100 % школ (в 2005 — 50 %).
Также на территории Подмосковья расположены крупные высшие учебные заведения, в том числе Московский физико-технический институт, Московский государственный областной университет, Академия социального управления, Российская международная академия туризма, Московский государственный университет культуры и искусств. Действуют в области и филиалы московских университетов — наиболее широкую сеть филиалов имеют Российский государственный гуманитарный университет (12 отделений в различных городах региона) и Московский государственный университет приборостроения и информатики (7 отделений). Всего же в Московской области действует свыше 350 высших учебных заведений. Помимо высших учебных заведений, в 2010 году в Московской области насчитывалось 94 учебных заведения начального профессионального образования и 113 учебных заведений среднего профессионального образования.
Важнейшие проблемы системы образования Московской области — низкие темпы роста заработной платы, кадровый дисбаланс (численность персонала, не осуществляющего учебный процесс, превышает численность учителей), проблема общедоступности дошкольного образования.

## Здравоохранение
В Московской области в 2010 году функционировало 464 государственных и муниципальных учреждения здравоохранения (в том числе 2 научно-исследовательских института, 190 больниц, 138 амбулаторно-поликлинических учреждений). Для оказания стационарной медицинской помощи было развёрнуто 50,5 тыс. коек. В 2000-е годы проводилась модернизация системы здравоохранения, в результате которой число больничных учреждений сократилось с 244 до 190 единиц — главным образом путём объединения маломощных больниц и реорганизации участковых больниц во врачебные амбулатории. В результате по числу больничных коек на 10 тыс. человек (75,2 на 2010 год) Московская область занимает одно из самых низких мест в России (80-е). При этом по численности врачей (25,5 тыс. в 2010 году) область занимает 3-е место в Российской Федерации после Москвы и Санкт-Петербурга.
Среди основных проблем здравоохранения Московской области — высокий (выше среднероссийского) показатель общей смертности населения и смертности от ведущих причин (к последним в Московской области относятся: болезни органов кровообращения — 60,2 % от всех смертей; новообразования — 25,1 случая на 10 тыс. чел. в 2009; травмы и отравления — 15,4 случая; болезни органов пищеварения — 7,5 случаев; болезни органов дыхания — 4.8 случаев). Из года в год сохраняется высокий уровень общей заболеваемости населения Московской области (по данным на 2009 год — 1241,1 случай на 1 тыс. населения). В структуре общей заболеваемости населения области лидируют болезни органов дыхания (в 2009 году — 389,7 на тыс. населения), далее следуют болезни системы кровообращения, глазные болезни, болезни костно-мышечной системы и соединительной ткани, травмы и отравления.

## Социальная защита населения
Социальная поддержка населения составляет одну из крупнейших статей расхода бюджета области (в 2010 году — 25,6 млн руб.); уровень социальной поддержки граждан зависит от объёма получаемых ими доходов. Ежегодно меры социальной поддержки за счёт бюджета области получает более 2,3 млн чел.; из бюджета оплачиваются, главным образом, оплата жилого помещения и коммунальных услуг и проезд в общественном транспорте. В период с 2006 по 2010 годы более 1,3 млн детей и подростков отдохнули в детских оздоровительных учреждениях. В области действует многопрофильная сеть государственных учреждений по социальному обслуживанию населения (в 2010 году — 214 учреждений); обеспеченность населения учреждениями социального обслуживания составляет 14 мест на 10 000 человек. Одна из наиболее значимых тенденций последнего времени в сфере социального обслуживания — оказание учреждениями социального обслуживания платных услуг (за 2005—2010 годы объём таких услуг был увеличен в 5 раз).

## Спорт
В области насчитывается 6,7 тыс. спортивных и физкультурно-оздоровительных сооружений (2011 год), из них 129 стадионов, 44 дворца спорта и 196 плавательных бассейнов; основную часть спортивных сооружений составляют спортивные залы и различные плоскостные сооружения, причём многие спортивные сооружения принадлежат образовательным учреждениям. Имеются в области и спортивные образовательные учреждения; в 2010 году действовали 222 спортивные школы. Регулярно проводятся областные соревнования среди детей и подростков, зимние и летние спартакиады, фестивали физической культуры.
Футбольные клубы области регулярно выступают в первенстве России по футболу в первом дивизионе (как клуб Химки, выступающий в первом дивизионе в настоящее время, и подольский «Витязь», бывший клубом первого дивизиона в 2008—2009 годах). Крупнейший стадион области — «Арена Химки» (вмещает 18 тыс. зрителей). Два хоккейных клуба Московской области — «Атлант» (Мытищи) и «Витязь» (Чехов) выступают в КХЛ. Баскетбольный клуб «Химки» неоднократно становился серебряным призёром чемпионатом России. В волейбольной суперлиге из года в год принимает участие одинцовский волейбольный клуб «Искра», многократный призёр чемпионатов России.

## Туризм и рекреация
Московская область обладает значительным потенциалом для развития туризма и рекреации. Основным видом туризма в Московской области является культурно-познавательный. Туристов привлекают древние города Московской области. Это, в частности, Коломна с каменным кремлём XIV века, насчитывающая свыше четырёхсот памятников истории и культуры; Сергиев Посад — один из главных центров русского православия с Троице-Сергиевой лаврой, архитектурный комплекс которой входит в список Всемирного наследия ЮНЕСКО; Серпухов с многочисленным церквями XVI—XVIII веков и крупным историко-художественным музеем; основанный в XII веке Дмитров, многие улицы которого сохранили характерный для XIX века облик; Звенигород с крупным архитектурным ансамблем Саввино-Сторожевского монастыря. В Московской области действует свыше семидесяти музеев, многочисленных туристов привлекают крупные музеи-усадьбы Архангельское и Абрамцево. Организуются экскурсии в крупные действующие научные учреждения (как, например, Центр управления полётами и РКК «Энергия», центр подготовки космонавтов имени Ю. А. Гагарина). Развиваются в области также деловой, паломнический, спортивный туризм, активные виды отдыха. Хорошо развит водный туризм, среди туристов-водников популярностью пользуется сплав по рекам Клязьма, Дубна, Истра, Протва, Нара. Значимой частью туристского ресурса области являются художественные промыслы, среди которых широко известны гжельский фарфор, павлово-посадские платки, жостовская роспись на металле, федоскинская лаковая миниатюра и сергиево-посадская игрушка. Одним из крупнейших проектов в сфере туризма является строительство ландшафтного парка «Россия в миниатюре» в Домодедовском районе.
Курортно-оздоровительный комплекс Московской области включает свыше 1000 объектов рекреации (санаториев, домов отдыха, пансионатов, детских оздоровительных лагерей и др.); важную роль в рекреации играют многочисленные садоводческие товарищества. Основная часть комплексов отдыха располагается на севере и западе Московской области; в частности, много их в Истринском, Рузском, Наро-Фоминском, Волоколамском районах. Ряд домов отдыха действует в районе Звенигорода, ставшего одним из наиболее популярных подмосковных мест отдыха ещё в XIX веке (первый же курорт был основан в 1803 году под Серпуховом, в Райсемёновском, при местных источниках минеральных вод). Широко известны старые дачные посёлки Московской области — посёлок писателей в Переделкине, правительственный в Барвихе, дачи деятелей науки и искусства на Николиной Горе. В окрестностях Яхромы, на склонах Клинско-Дмитровской гряды, действуют горнолыжные курорты («Волен», «Яхрома», «Сорочаны»). В Московской области функционирует ряд спортивно-развлекательных парков («Дракино» в Серпуховском районе, «Огниково» в Истринском и др.). С 2000-х годов началось строительство таких современных комплексов отдыха как загородные отели, специализирующиеся на SPA-услугах, и дачные отели. Одна из ключевых проблем рекреационного комплекса области — сильная изношенность рекреационных объектов, в частности, их инфраструктуры и номерного фонда. Многие объекты с 1990-х годов находятся в заброшенном состоянии и нуждаются в реконструкции.

## Религия
В 2011 году в Московской области действовало 1,4 тыс. религиозных организаций. Так как большинство верующих области являются православными, бо́льшую часть религиозных организаций (76,7 % в 2011 году) составляют приходы Русской православной церкви. Формально Московская область принадлежит к Московской епархии, однако фактически существует отдельная Московская областная епархия со своим епархиальным архиереем, органами управления и административно-территориальным делением. В 2012 году в Московской области действовало свыше 1,1 тыс. православных храмов и 24 епархиальных монастыря. Сергиев Посад с Троице-Сергиевой лаврой является одним из главных центров русского православия. Помимо лавры, крупными религиозными и культурными центрами являются также Покровский женский Хотьков, Новоиерусалимский и Иосифо-Волоцкий монастыри. В Троице-Сергиевой лавре действует Духовная академия, в Коломне — Духовная семинария. Кроме того, работает множество воскресных школ (в 2010 году 622 взрослых и 467 детских), в летний период для детей организуются православные лагеря; при поддержке Московской епархии регулярно проводятся различные культурные мероприятия.
В Московской области немало религиозных организаций других конфессий: 16 % составляют протестантские религиозные организации, существенно меньше мусульманских (1,9 %); организации прочих конфессий составляют 5,4 % религиозных организаций области. Исторический район Гуслица на востоке Московской области является одним из центров распространения Москва-Третий рим старообрядчества.

## Преступность и пенитенциарная система
Число преступлений, регистрируемых на 100000 человек населения (в 2010 году — 1616), близко к среднероссийскому уровню (по данным на 2010 год — 1839 преступлений. Показатели уровня преступности по области отражены в нижеприведённой таблице.
|                                                       | 1990 | 2004  | 2006  | 2008  | 2010  |
| ----------------------------------------------------- | ---- | ----- | ----- | ----- | ----- |
| Число зарегистрированных преступлений на 100 000 чел. | 789  | 1 342 | 1 941 | 1 811 | 1 616 |
| Число зарегистрированных убийств                      | 502  | 1 620 | 1 420 | 1 019 | 746   |

В последние годы отмечается рост числа преступлений, связанных с незаконным оборотом наркотиков и с нелегальной трудовой миграцией
На территории Московской области в ведении федеральной службы исполнения наказаний находятся 10 следственных изоляторов и 6 различных колоний. Кроме того, в состав УФСИН входят отдел специального назначения — «Факел» (базируется в Москве в районе Капотня), межрегиональный учебный центр в посёлке Фрязево Ногинского района), 66 уголовно-исполнительных инспекций (УИИ). По количеству УИИ Московская область занимает второе место в Российской Федерации.

## Кладбища
Всего в Московской области 1 500 кладбищ, из них 90 % (1 350) — сельские, городских кладбищ — чуть больше 100. С 1 января 2006 года все кладбища находятся в собственности муниципальных образований Московской области.